# Type 93 (míssel)
O Type 93 (93式近距離地対空誘導弾, Kyūsan shiki kinkyori chitaikū yūdōdan) ou Kin-SAM é um míssil superfície-ar usado pela Força Terrestre de Autodefesa do Japão. É a versão veicular do míssil Type 91. Também chamado de SAM-3 e apelidado de Closed Arrow pelo exército japonês.

## Descrição

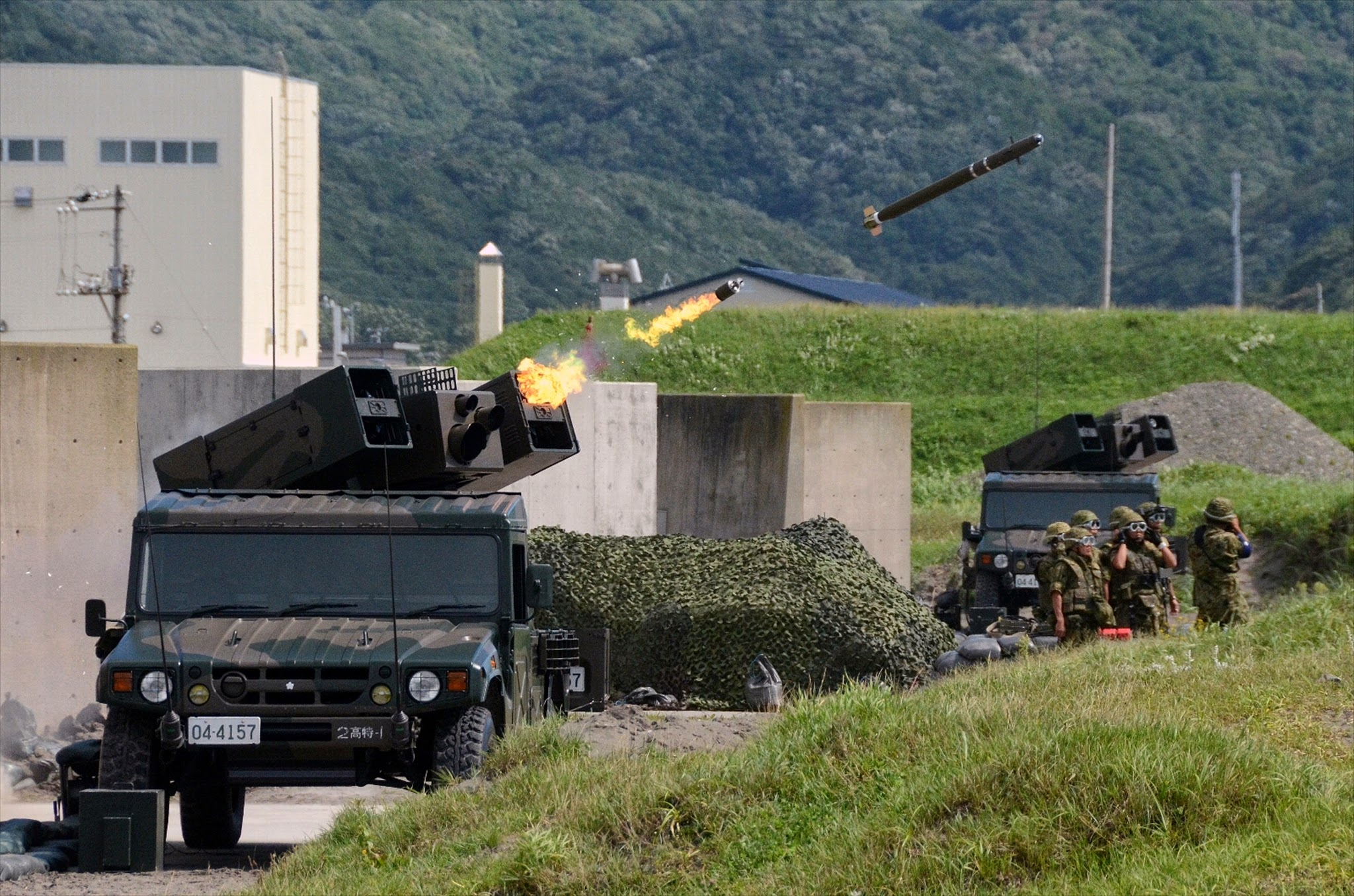
Type 93 em funcionamento

Foi implantado pela primeira vez em 1993, devido à necessidade de substituir os canhões antiaéreos duplos L-90 do exército. É normalmente montado em um BXD10 Kōkidōsha (versão militar Toyota Mega Cruiser), com um total de oito mísseis prontos para disparar.

## Operação
O Type 93 é uma grande melhoria em relação ao L-90, pois tem a capacidade de rastrear e abater aeronaves inimigas com auxílio do guiamento por infravermelho.